# دونت بي كرول
دونت بي كرول (بالإنجليزية: Don’t be Cruel)‏ أو «لا تكوني قاسية» هي أغنية سجلها مغني الروك أند رول إلفيس بريسلي وألفها أوتيس بلاكويل في عام 1956. تم إدراجها في قاعة غرامي للمشاهير في عام 2002. كما وضعت في المرتبة 197 في قائمة رولينج ستون عن أعظم 500 أغنية على الإطلاق في عام 2004. وتحتل الأغنية حاليا المرتبة 173 كأعظم أغنية على الإطلاق، فضلا عن كونها سادس أفضل أغنية لعام 1956 في إحصاء موقع أكليمد ميوزيك.

## إلفيس بريسلي

### التسجيل
كانت هذه أول أغنية التي جلبتها شركة هيل أند رانج للنشر إلى بريسلي لكي يسجلها.  وكان بلاكويل مستعدا للتخلي عن نصف إيرادات الحقوق لبريسلي وأن يسجله معه كمؤلف مشارك لضمان أن يقوم أشهر مغني وقتها بغناء أغنيته.  ولكنه كان قد باع الأغنية بالفعل مقابل 25 دولارا فقط، كما قال في مقابلة مع مجلة أميريكان سونغرايتر.
أعطى ناشر الموسيقى، فريدي بينستوك، التفسير التالي عن مشاركة إلفيس في كتابة الأغاني مثل "دونت بي كرول". وذكر أن إلفيس كان يظهر عدم رضاه عن بعض الجمل ويقوم بتغييرها، ولم يظهر اسمه بعد السنة الأولى. ولكن إذا أعجب إلفيس بالأغنية، سيتم تقديم ضمان للمؤلف ببيع مليون تسجيل، ويقومون بتسليم ثلث عائداتهم إلى إلفيس".
سجل بريسلي الأغنية في 2 يوليو 1956 خلال جلسة تسجيل منهكة في استوديوهات آر سي إيه في مدينة نيويورك.  سجل خلال هذه الجلسة أيضا أغنية "Hound Dog"، و "Any Way You Want Me". عرضت الأغنية فرقة بريسلي العادية المكونة من سكوتي مور على الإيتار، وبيل بلاك على الدبل باس، ودي جاي فونتانا على الطبول، ودعم غنائي من فريق جوردانيرز. وكان المنتج المسجل هو ستيفن شولز من آر سي أيه، رغم أن تسجيلات الاستوديو كشفت أن بريسلي أنتج الأغاني في هذه الجلسة عن طريق اختيار الأغاني، وإعادة توزيع البيانو، وإصراره على تسجيل الأغنية وإعادة تسجيلها 28 مرة قبل أن يرضى عن النسخة النهائية.  كما أعاد تسجيل أغنية «هاوند دوغ» 31 مرة قبل أن يرضى بالنسخة النهائية. 

### الإصدار
تم إصدار الأغنية في 13 يوليو 1956 مع وضع أغنية «هاوند دوغ» في الوجه الثاني. في غضون أسابيع قليلة ارتقت «هوند دوغ» إلى المركز الثاني على قائمة بيلبورد لأغاني البوب وبيع منها أكثر من مليون نسخة.  وبعد فترة وجيزة تجاوزتها أغنية «دونت بي كرول» التي تصدرت القوائم الرئيسية الثلاثة: البوب والكانتري والآر أند بي.  بقيت الأغنيتان معا في المركز الأول على قائمة البوب لمدة 11 أسبوعا، وتعادلت وقتها كأطول مدة في المركز الأول في هذه القائمة مع «ذي ثيرد مان ثيم» من تأليف أنطون كاراس بين عامي 1951/1952 عام 1950 وأغنية Cry للمغني جوني راي، وظل هذا الرقم القياسي صامدا بين الثلاثة من الخمسينات حتى إصدار أغنية End of the Road عام 1992 لفريق بويز تو مين. وبحلول نهاية عام 1956 باعت ما يزيد على أربعة ملايين نسخة.  وصنفتها مجلة بيلبورد في المرتبة الثانية بين أغاني العام 1956. 
أدى بريسلي الأغنية خلال المرات الثلاثة التي ظهر فيها على برنامج إد سوليفان في سبتمبر 1956 ويناير 1957. 

## الإرث
أصبحت أغنية «دونت بي كرول» أنجح أغاني إلفيس بريسلي المسجلة في عام 1956، وبيع منها أكثر من ستة ملايين نسخة بحلول عام 1961.  وظل يؤديها بشكل منتظم في حفلاته الحية حتى وفاته في عام 1977، وكان غالبا ما اقترنت بأغنية «جيلهاوس روك» أو «تيدي بير» خلال عروضه من عام 1969. 

## أداء البيتلز للأغنية
وفقا للمؤلف مارك لويسون في «سجلات البيتلز الكاملة» (ص 362) فقد أدى البيتلز الأغنية من عام 1959 على الأقل حتى عام 1961 ويحتمل أنهم أدوها في زمن لاحق. لم يبق أي تسجيل معروف لهم عن الأغنية من تلك الفترة. سجل الفريق نسخة من الأغنية عام 1969 خلال جلسات تسجيل ألبوم Get Back والتي لم يتم إصدارها. لكن أعضاء البيتلز السابقين جون لينون، ورينغو ستار، وبيت بيست، وفريق لينون السابق ذي كواريمن وكذلك توني شيريدان (الذي طلب منه الانضمام إلى البيتلز) سجلوا جميعهم نسخا من الأغنية.

## إصدارات أخرى
سجل العديد من الفنانين الآخرين هذه الأغنية بمن فيهم كوني فرانسيس، أنيت بيكوك، باربرا لين (1963، وصلت للمركز 93 على بيلبورد هوت 100)،  بيل بلاك كومبو، بيلي سوان، ديفو، تشيب تريك، دافي داك،  ميرل هاغارد، جيري لي لويس، نايل دياموند، جاكي ويلسون. وقيل أن بريسلي أعجب كثيرا بنسخة ويلسون لدرجة أنه أدخل طريقة غناء ويلسون في عروضه المستقبلية.  سجلت ديبي هاري الأغنية في ألبوم تكريمي للمغني أوتيس بلاكويل. سجل الثنائي الموسيقى الأمريكي ذا جادز الأغنية ووصلت للمركز العاشر على قائمة بيلبورد لأغاني الكانتري في عام 1987. ووصلت نسخة فريق تشيب تريك من الأغنية إلى المركز الرابع على قائمة بيلبورد هوت 100 في عام 1988.
أدى جوناثان ريس مايرز الأغنية بتحريك الشفاه مع النسخة الأصلية من الأغنية في مشهد من مسلسل إلفيس، حيث يظهر وهو يؤديها في مسرح جاكسونفيل.

## الترتيب على القوائم

### بيل بلاك كومبو
| القوائم (1960)                  | أعلى مركز |
| ------------------------------- | --------- |
| بيلبورد توب 100 سينغلز (أمريكا) | 11        |
| آر أند بي سينغلز (أمريكا)       | 9         |
| سينغلز تشارتس (المملكة المتحدة) | 32        |

### بيلي سوان
| القوائم (1975)                  | أعلى مركز |
| ------------------------------- | --------- |
| توب 40 (النمسا)                 | 16        |
| سينغلز تشارتس (فرنسا)           | 18        |
| سنيغلز تشارتس (ألمانيا)         | 26        |
| سنيغلز تشارتس (جنوب أفريقيا)    | 12        |
| ميوزيك تشارتس (سويسرا)          | 4         |
| سينغلز تشارتس (المملكة المتحدة) | 42        |

#### قوائم نهاية السنة
| القوائم (1975)         | أعلى مركز |
| ---------------------- | --------- |
| ميوزيك تشارتس (سويسرا) | 19        |

### ذا جادز
| القوائم (1987)                   | أعلى مركز |
| -------------------------------- | --------- |
| بيلبورد كانتري سينغلز (أمريكا)   | 10        |
| آ ربي إم توب كانتري تراكس (كندا) | 4         |

### تشيب تريك
| القوائم (1988)                        | أعلى مركز |
| ------------------------------------- | --------- |
| بيلبورد هوت 100 (أمريكا)              | 4         |
| بيلبورد ماينستريم روك سينغلز (أمريكا) | 8         |
| سينغلز تشارتس (أستراليا)              | 4         |
| سينغلز تشارتس (نيوزيلندا)             | 6         |
| سينغلز تشارتس (المملكة المتحدة)       | 77        |

## وصلات خارجية
- كلمات الأغنية الكاملة على مترولايركس
- "American Songwriter Otis Blackwells Triumph"